# Maria Ortiz
Maria Ortiz, född 14 september 1603 i Vitória i Brasilien, död där 25 maj 1646, var en portugisisk-brasiliansk hjältinna. 
Hon var en portugisisk kvinna i Espírito Santo-provinsen som år 1624 underrättade försvaret av den portugisiska staden Vitória om en nedederländsk truppstyrka, vilket i förlängningen räddade staden från att bli erövrad. 
Hon har hyllats som hjältinna i Brasilien. I staden Vitória är många fenomen uppkallade efter Maria Ortiz. År 1920 byggdes trappsteg på Ladeira do Pelourinho, vilka bär namnet Escaderia Maria Ortiz. Ett distrikt i staden och en skola är också uppkallade efter henne.